# Strejnicu, Prahova
Strejnicu este satul de reședință al comunei Târgșoru Vechi din județul Prahova, Muntenia, România. Se află la aproximativ 3 km vest de Ploiești.
În nordul localității Strejnicu există un aerodrom - Aeroclubul Gheorghe Bănciulescu - care permite desfășurarea de activități recreative cum ar fi aviația sportivă, aeroplanorismul sau parașutismul.

## Istorie
La sfârșitul secolului al XIX-lea, satul Strejnicu era reședința comunei cu același nume, cu 941 de locuitori, având o biserică fondată de locuitori în 1881.
La 27 noiembrie 1940 Nicolae Iorga a fost asasinat în apropierea satului Strejnicu de un comando legionar.
În 1950, comuna Strejnicu a devenit parte a orașului regional Ploiești, reședința regiunii Prahova și (după 1952) a regiunii Ploiești. În 1968, comuna Strejnicu a fost desființată, fiind inclusă în comuna Târgșoru Vechi satul Strejnicu devenind reședința acesteia.

## Instituții de învațământ
Procesul de învațământ în localitatea Strejnicu a funcționat înca din partea a doua a secolului XIX.  Actuala cladire este construită în formă de M și a fost ridicată în următoarele perioade : 1968-8 săli de clasă (4 săli de clasă la parter și 4 sali de clasă la etaj), 1974-4 sali de clasă și în 1978 încă 6 săli de clasă și 3 laboratoare (fizică, chimie și biologie). Din totalul de 18 săli de clasă, una s-a tranformat în sală de sport. Școala Strejnicu se află în zona de sud-vest a orașului Ploiești, la 5 km de Școala cu clasele I-VIII Târgșoru Vechi și la 5 km. distanță de școala cu clasele I-VIII I.A. Bassarabescu.